# Simcoe (Ontario)
Simcoe ist der Verwaltungssitz des Norfolk Countys in Ontario, einer Provinz Kanadas.
Die Stadt wurde 1795 von ihrem Namensgeber John Graves Simcoe gegründet und ging 2001 in den Landkreis auf, deren Sitz sie heute bildet.
Der Ort befindet sich am King’s Highway 24 ca. 60 km südöstlich von Woodstock und ca. 15 km nordwestlich des am Eriesee gelegenen Port Dover. Zudem wird sie durch den GO Transit aus dem Großraum Toronto erschlossen.
Sehenswert ist neben dem Lynnwood/Campbell-Reid House im neoklassizistischen Stil, auf einer Erhebung über dem Lynn River aus dem Jahr 1851 auch W.D. Stalker, das letzte Amphibienfahrzeug seiner Art (Alligator tug).
Die Norfolk County Fair and Horse Show findet seit 1840 in Simcoe statt. Die jährliche einwöchige Landwirtschaftsmesse mit Volksfest im Oktober zieht rund 500.000 Besucher an.

## Persönlichkeiten
- R. Scott Bakker (* 1967), Autor
- Rob Blake (* 1969), Eishockeyspieler
- Bill Brown (1931–2004), Fußballspieler
- Jassen Cullimore (* 1972), Eishockeyspieler
- Rick Danko (1943–1999), Musiker
- James Alan Gardner (* 1955), Autor
- Frederick Philip Grove (1879–1948), Schriftsteller
- Jay Hambidge (1867–1924), Maler und Kunsthistoriker
- Alexander M. Hardy (1847–1927), Politiker
- Red Kelly (1927–2019), Eishockeyspieler, -trainer und -funktionär
- Dwayne Roloson (* 1969), Eishockeytorwart
- Peter Schleimer (* 1962), österreichischer Journalist und Chefredakteur
- John Graves Simcoe (1752–1806), Gouverneur
- Ryan VandenBussche (* 1973), Eishockeyspieler
- William Legh Walsh (1857–1938), Politiker
- Rick Wamsley (* 1959), Eishockeytorwart